# Let me hear your balalaikas ringing out
Let me hear your balalaikas ringing out (Dejame oír tus balalaikas sonando) es el 117° episodio de la serie de televisión norteamericana Gilmore Girls.

## Resumen del episodio
Lorelai tarda mucho en elegir colores para pintar la casa por dentro, Paul Anka empieza a verse enfermo. Rory es gratamente sorprendida cuando Jess, su antiguo novio, se aparece en casa de sus abuelos para revelarle un gran noticia en su vida: la publicación de un libro escrito por él. Rory acepta ir a cenar con Jess, pero no cuenta con la llegada de Logan, quien algo molesto se une a ellos y ya en el bar, les pregunta si salieron hace tiempo y recibe una respuesta afirmativa. Después, él y Rory discuten sobre las decisiones que han tomado: Logan no está muy a gusto con graduarse ese año para luego entrar en el negocio de su padre, y Rory -después de haber hablado con Jess sobre su nueva vida- cree que su alejamiento de la universidad podría ser permanente. 
Entre tanto, unas chicas de un equipo local de fútbol le piden a Luke para que las patrocine, y luego de que Lorelai le insiste, él acepta; pero ambos se quedan bastante sorprendidos por la muestra violenta de su juego.
Emily está preocupada por la actitud evasiva de Rory y trata de aplicar un rol de madre, sin embargo su nieta la sorprende cuando le comunica que ha estado pasando las noches con Logan. 
Finalmente, cuando el perro de Lorelai, Paul Anka, se enferma, ella canaliza todas las preocupaciones de Rory en el cuidado de su mascota.

## Errores
- Mientras Luke habla con las niñas que lo quieren de auspiciante, la taza de café que sirvió a Lorelai cambia de lugar varias veces.
- El libro que sostiene Logan al hablar desde Yale con Rory, se da la vuelta solo entre tomas.

- Datos: Q5973866